# Sint-Petersgasthuis
Het Sint Petersgasthuis is een voormalig gasthuis in de Nederlandse stad Arnhem. Het gebouw is rond 1354 gebouwd aan de Rijnstraat en diende in de eerste jaren als woonhuis en als munthuis. In 1407 is het gebouw in gebruik genomen als gasthuis.
Johan Wolterszoon van Arnhem, die het pand in 1383 in zijn geheel in bezit kreeg en in 1401 overleed, had de functie van gasthuis opgenomen in het testament. Het gebouw kwam ter ere aan Petrus, gelijk aan de beschermheilige van de Pieterskerk in Utrecht waar Van Arnhem vicaris en kanunnik was. De inwijding van het pand gebeurde dan ook door de wijbisschop van Utrecht. Het pand werd uitgebreid met aangrenzende woningen. Het complex bevatte een hospitaalkerk, een gasthuis en een rentmeesterswoning, al werd de functie van gasthuis in de 16e eeuw reeds gestopt. Wel werden andere functies in het pand ondergebracht, waaronder opslag van wijn voor hertog Karel van Gelre.
Vanwege het grote verval werd het pand halverwege de 19e eeuw en begin 20e eeuw gerenoveerd. Bij de eerste renovatie werd aan de straatzijde een groot raam geplaatst. Bij de tweede renovatie werd echter de oude vormgeving hersteld. Na de Tweede Wereldoorlog waren diverse winkels in het pand gevestigd. Het pand kent een grote voorzaal, waarin een balkconstructie aanwezig is die rust op korbelen en kraagstenen. Vanaf 2015 is het in gebruik als kantoorruimte en is er het klantcontactcentrum van de DrieGasthuizenGroep gevestigd. DrieGasthuizenGroep is daarbij altijd eigenaar van het pand geweest, DrieGasthuizengroep is een fusiebedrijf dat ontstaan is uit drie gasthuizen die Arnhem kende, Sint Catharinaegasthuis (1246), Sint Petersgasthuis en Sint Anthoniegasthuis (1427).

## Exterieur
Het gebouw is opgetrokken uit baksteen en kent aan de voorzijde ter versiering twee kleine arkeltorentjes. Aan de top van de voorgevel is een beeld geplaatst van Petrus. Voor de voorgevel is een ingang naar de middeleeuwse kelders onder het pand. Aan de achterzijde van het gebouw is een traptoren waarin voorheen een klok bevestigd was, om de gelovigen op te roepen naar de kerk te gaan.

## Galerij

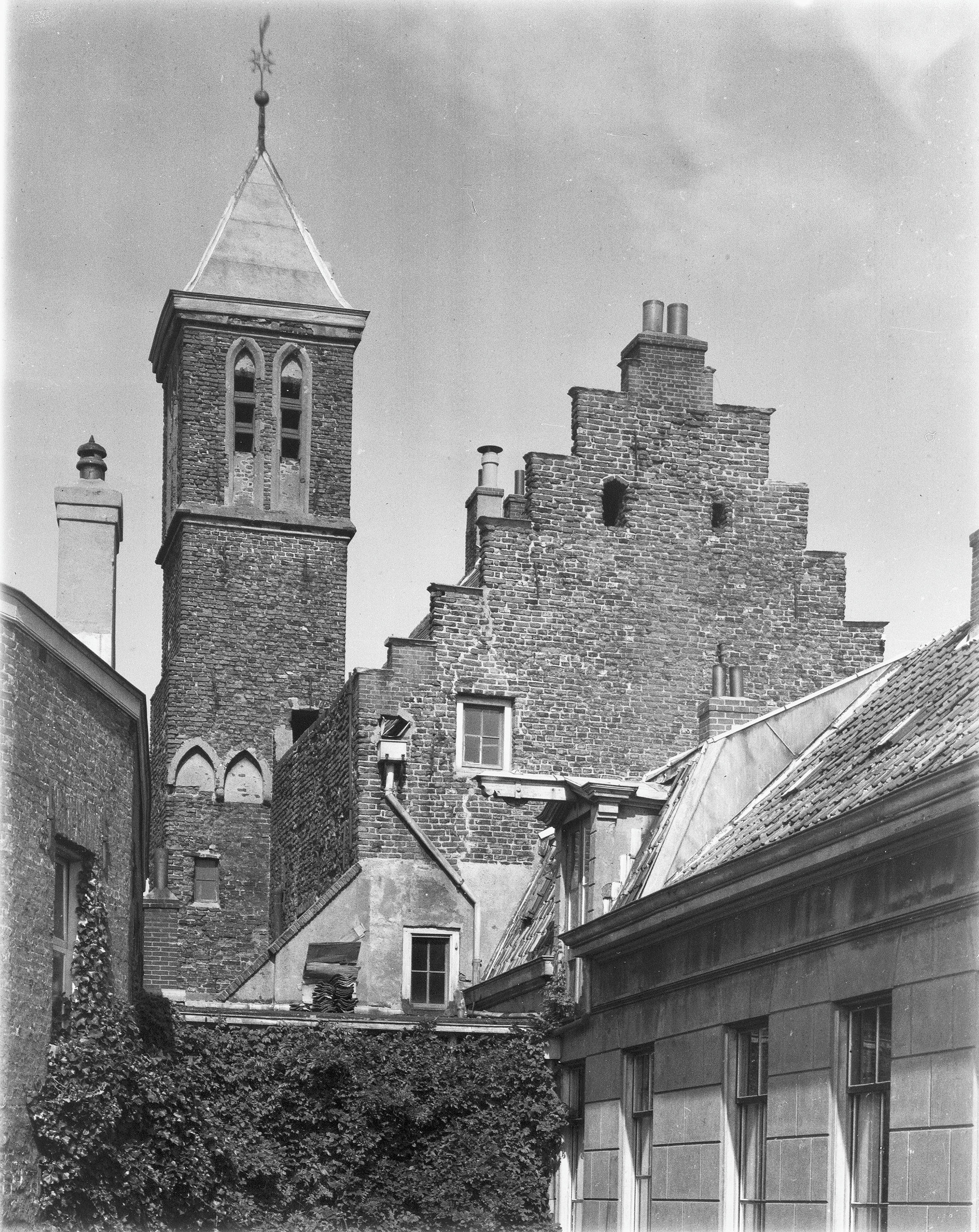
Traptoren, zichtbaar aan de achterzijde
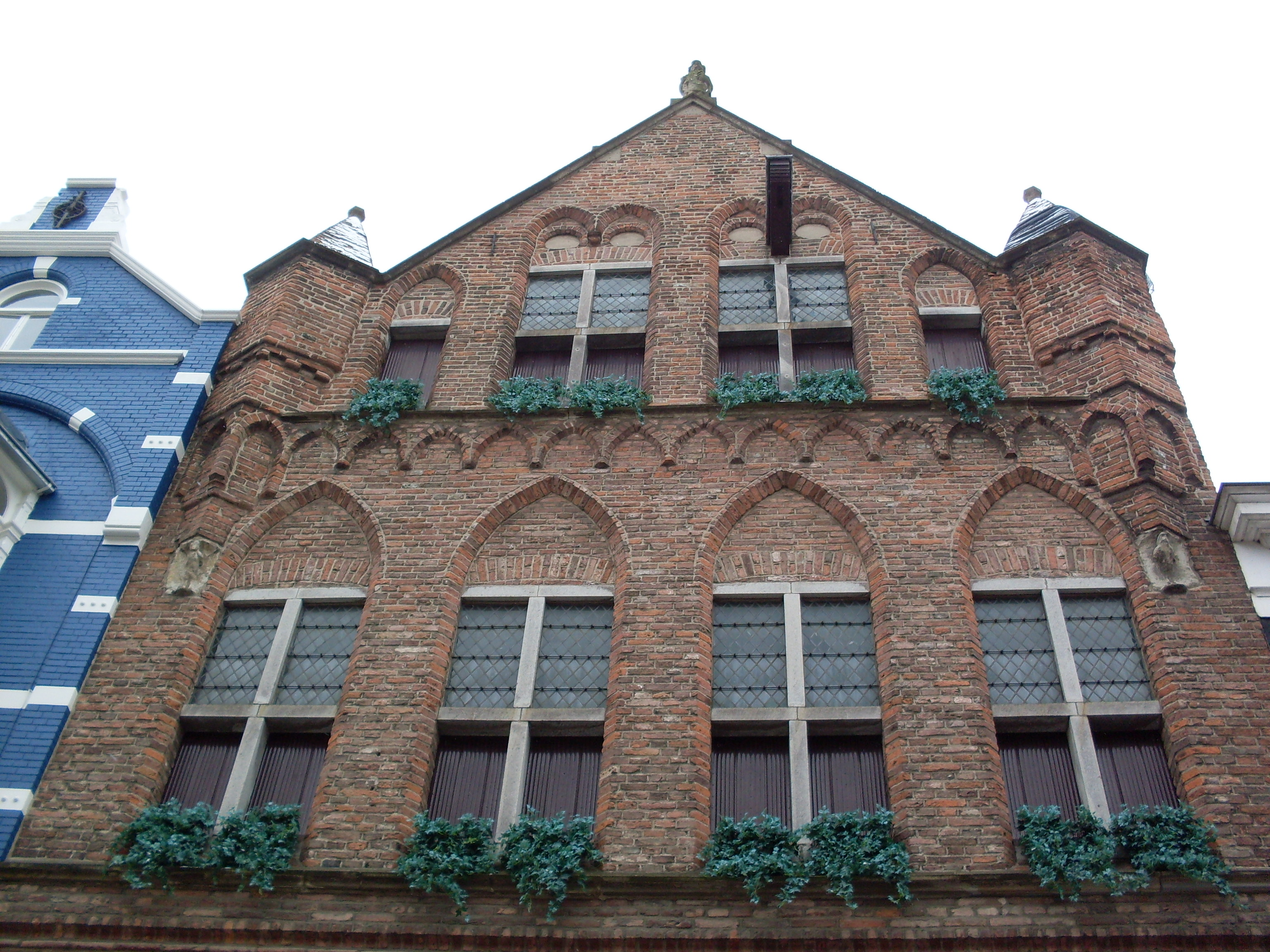
Bovenste gedeelte van de voorgevel met onder andere het Petrusbeeld
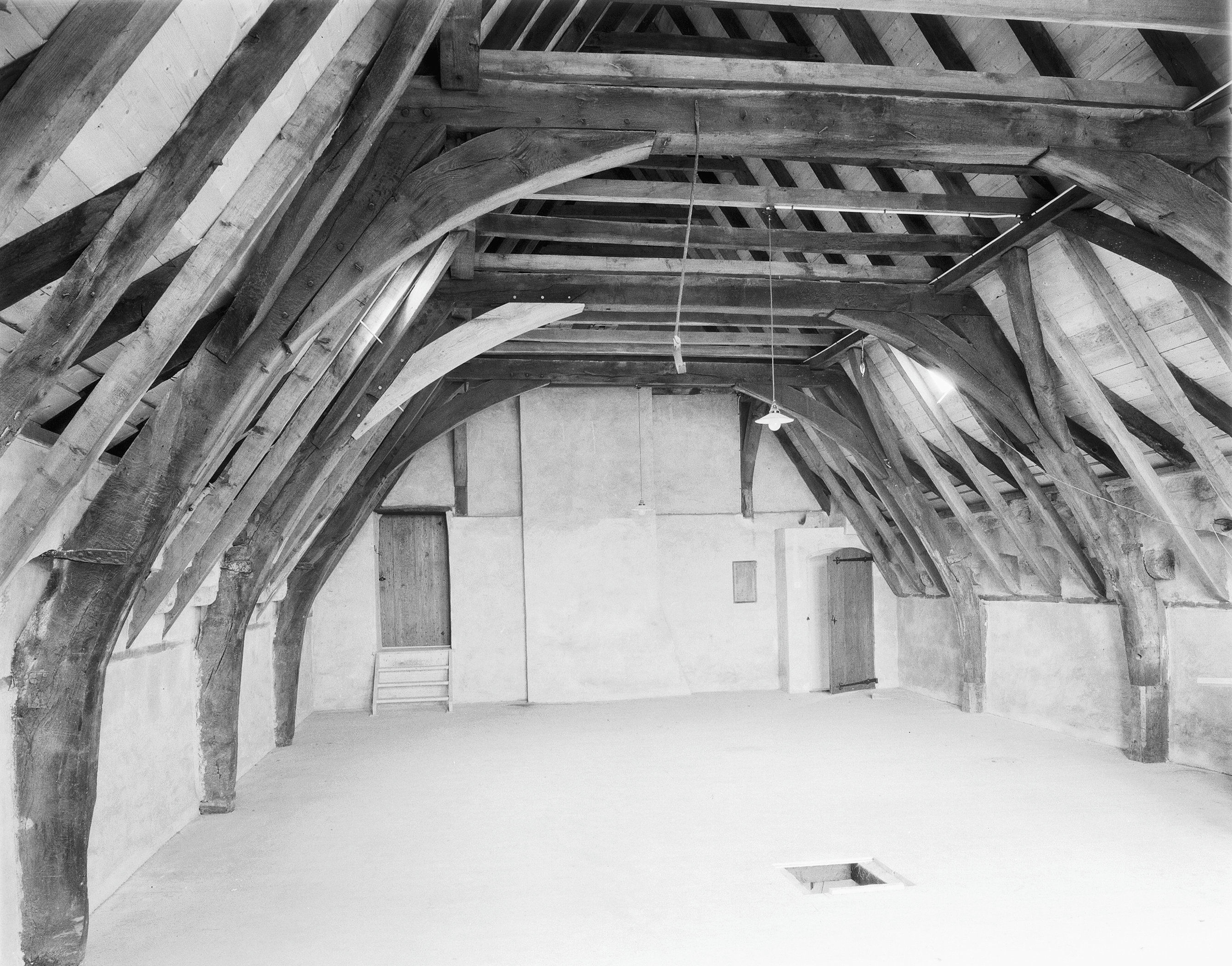
Balkenconstructie op de zolder
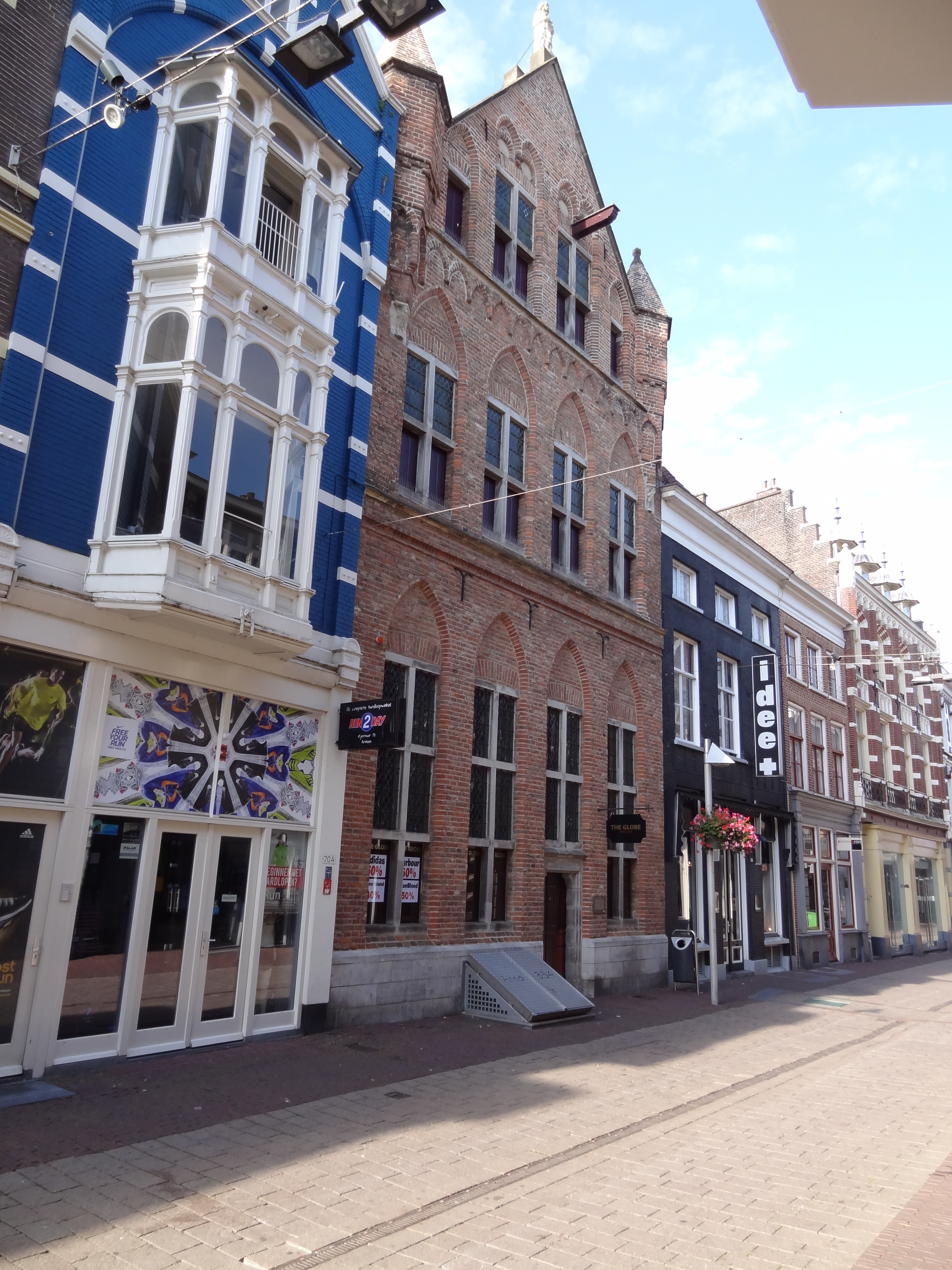
Zicht op het voormalig gasthuis

## Trivia
- In 2017 won het Sint-Petersgasthuis de publiekprijs van de Willem Diehlprijs.